# Nikołaj Kapustin
Nikołai Girszewicz Kapustin (ur. 22 listopada 1937 w Gorłówce, zm. 2 lipca 2020 w Moskwie) – radziecki kompozytor jazzowy i pianista pochodzenia rosyjsko-żydowskiego.

## Twórczość
Kapustin skomponował 18 sonat, 6 koncertów fortepianowych, preludia, fugi, etiudy i wiele innych. Jego kompozycje są zbudowane w formie klasycznej, lecz zawierają treść jazzową. Np. 24 preludia i fugi op.82 to muzyka łącząca jazzową harmonię z kontrapunktem. Najbardziej znani pianiści grający i nagrywający muzykę Kapustina to Steven Osborne, Marc-André Hamelin i Masahiro Kawakami.

## Dyskografia
- Oleg Lunstrem Orchestra
- Nikolai Kapustin – Twenty-four Preludes in Jazz Style
- Nikolai Kapustin – Jazz Pieces for Piano
- Kapustin: Piano Sonatas Nos. 2 & 3, etc.
- Kapustin: Piano Sonatas Nos. 4, 5 & 6, Ten Bagatelles, etc.
- Kapustin: Piano Quintet etc.
- Kapustin: 24 Preludes and Fugues for Piano, op. 82, Violin Sonata etc.
- Last Recording
- Kapustin Returns!
- Kapustin and Zagorinsky Live in Concert